# 蛤女房
蛤女房（はまぐりにょうぼう）は、日本の昔話。異類婚姻譚の1つとされる。

## あらすじ

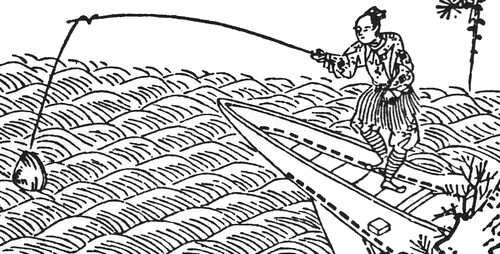
参考：『御伽草子』より類話『蛤の草紙』

昔々、ある海辺に、1人の漁夫の男が住んでいた。
ある日、男が漁をしていると、とても大きな蛤が獲れた。男は、この大きさまで育つのは大変だったろうと、蛤を逃がしてやった。
しばらく後、男のもとに美しい娘が現れ、嫁にしてほしいと言う。男の妻となった娘はとても美味しいダシのきいた料理を作り、特に味噌汁が絶品であった。しかし妻は、なぜか料理を作っているところを決して見ないよう、男に堅く約束させた。
しかし男は、どうすればこんなうまいダシがとれるのかと好奇心に負け、ついに妻が料理をしているところを覗いてしまう。何と、妻は鍋の上に跨がって排尿していた。
男は怒って妻を追い出した。妻は海辺で泣いていたが、やがて元の姿を現した。それはかつて男が命を助けた大蛤であった。そして蛤は、海へと帰っていった。

## 逸話
- 一般には『鶴の恩返し』のように蛤が女に化けたものとされているが、男が獲った蛤の中から女が現れたとする話もある。
- 子供向けのおとぎ話では料理の秘密の部分への配慮として、女が蛤となって鍋に身を浸していたと変更されている場合もある。
- 類話として、御伽草子に収められている『蛤の草紙』や、日本神話の保食神・オオゲツヒメがある。
- ハマグリ、アワビなどの貝類は、近世にしばしば女性器の比喩として使われた。